# Apikojres
Apikojres (jidysz z hebr. אפיקורוס - apikoros, z gr. ἐπικούρειος - „epikurejczyk”) – w literaturze rabinicznej określenie heretyka bądź sceptyka religijnego. Odnosi się ono do Żyda, który nie wierzy w Objawienie, zaprzecza wiarygodności tradycji rabinicznej, bądź wyśmiewa się z rabinów. Wedle halachy heretycy zostaną potępieni, zaś w życiu doczesnym powinni zostać wyłączeni ze wspólnoty, a nawet zabici. W XIX w. termin ten był stosowany przez ortodoksów na określenie „ekscentryków”, to znaczy nie ubierających się w tradycyjny sposób, odnoszono to zwolenników haskali, wszelkich „postępowców” i asymilatorów, a później także żydowskich socjalistów i nihilistów. 